# 崇仁親王妃百合子
百合子（日语：／ Yuriko，1923年6月4日—2024年11月15日）婚前名高木百合子（たかぎ ゆりこ），日本皇族，出身自華族高木子爵家，為三笠宮崇仁親王的親王妃，上皇明仁的嬸嬸。勳等為勳一等寶冠章，身位親王妃、依《皇室典範》其敬稱為殿下。徽章印為桐（きり）。她也是皇室會議備位議員（予備議員）以及公益社團法人日本紅十字會名譽副總裁。
在2016年（平成28年），丈夫崇仁親王薨逝后，曾是日本皇室中最年長皇族，也是最後一位出生于大正時代的日本皇族。2023年6月4日，百合子成为继东久迩宫稔彦王和三笠宮崇仁親王之后第三位超过100岁的日本皇族。

## 簡歷

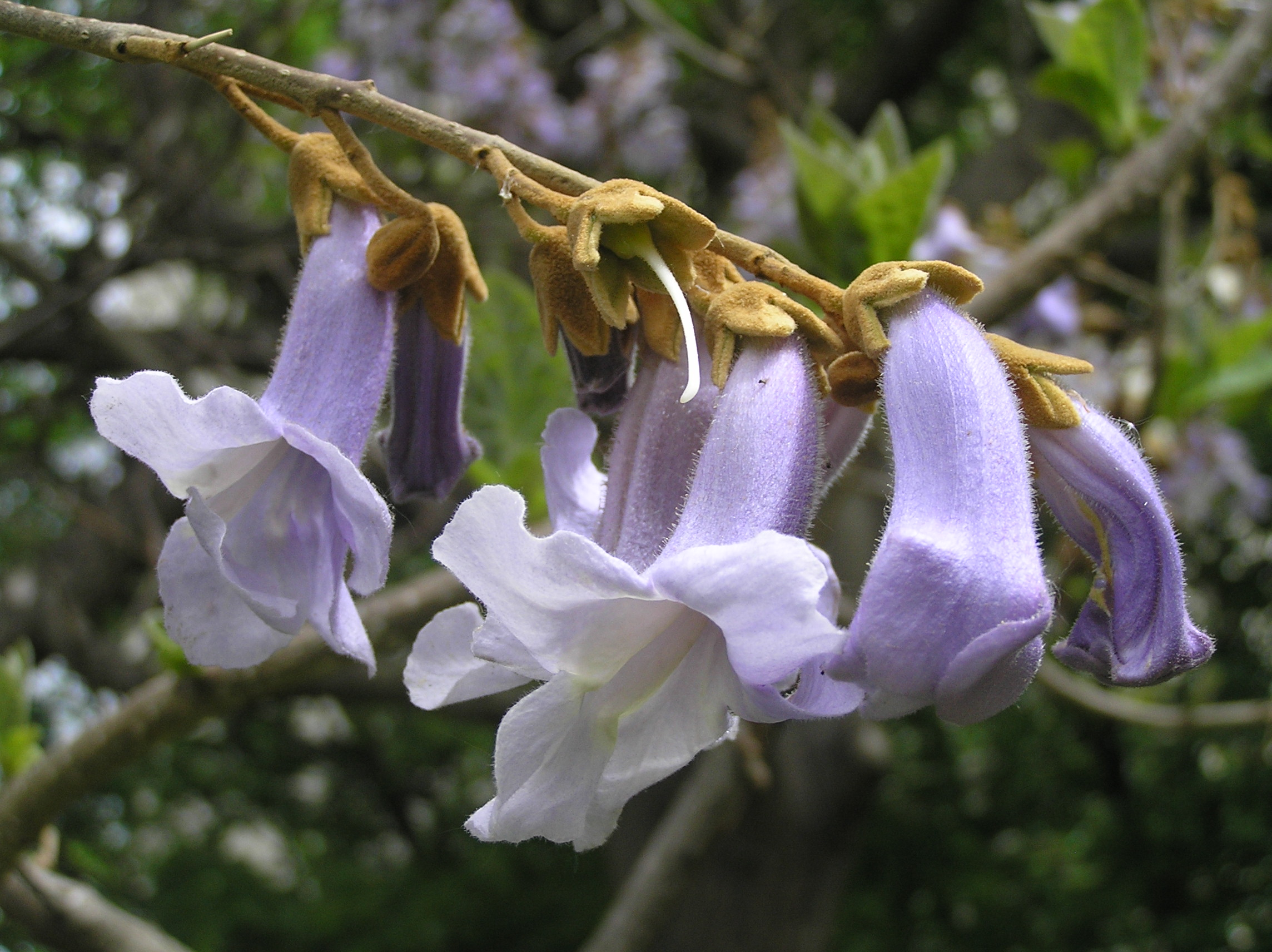
百合子妃的徽印「桐」

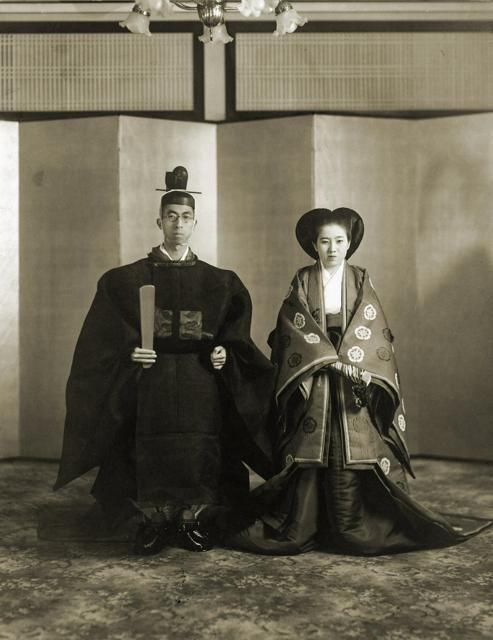
1941年，三笠宮崇仁親王與百合子結婚照

1923年6月4日，作為高木正得與邦子的次女於東京市高木子爵家出生。
1941年自女子學習院本科（現學習院女子中等科・高等科）畢業。同年10月3日，行納采儀式與崇仁親王訂定婚約。同年10月22日，進行結婚儀式。婚後於1944年4月26日生下長女甯子内親王。之後又生下寬仁親王、桂宮宜仁親王、容子内親王、高円宮憲仁親王，與崇仁親王間有三子二女。
自1963年至1967年間擔任皇室會議的備位議員，並自1991年起，擔任皇室會議的議員，2007年9月時起，再次擔任備位議員。
2007年7月10日，宮内廳發布百合子妃因罹患大腸癌而在聖路加國際醫院進行摘除手術的消息。
2016年，因三笠宮崇仁親王薨逝而成為三笠宮家的當主。
在政府官方公告中（內閣告示或宮內廳告示等）皆未冠上宮號（除東宮皇太子之外），因此在官方文書中以「崇仁親王妃百合子」記載而未冠上「三笠宮」的宮號。

## 榮譽
- 日本 ：寶冠大綬章（勳一等寶冠章） - （1941年10月22日）[7]

## 家系
出身自舊華族高木子爵家。高木家過去為侍奉織田信長、豐臣秀吉、德川家康的武家，可追溯到德川十六神將之一的高木清秀。江户時代時為河内國丹南藩1萬石的大名。
母親高木邦子為入江為守子爵及信子的女兒，舅舅為著名的隨筆散文作家及侍從長入江相政；外祖母入江信子是柳原前光的女兒、大正天皇生母柳原愛子的姪女。入江家為藤原北家及冷泉家的分支，中世紀時曾出過藤原俊成、藤原定家等人的和歌世家。
父親高木正得為昆蟲學家，卻因華族制度的廢除以及在戰爭中失去珍貴的藏書与標本等而落魄，後在1948年7月8日，留下遺書便失蹤，11月1日在東京都與山梨縣的境內西多摩郡氷川町（現奥多摩町）的七石山中發現上吊自殺的遺體。

## 子女

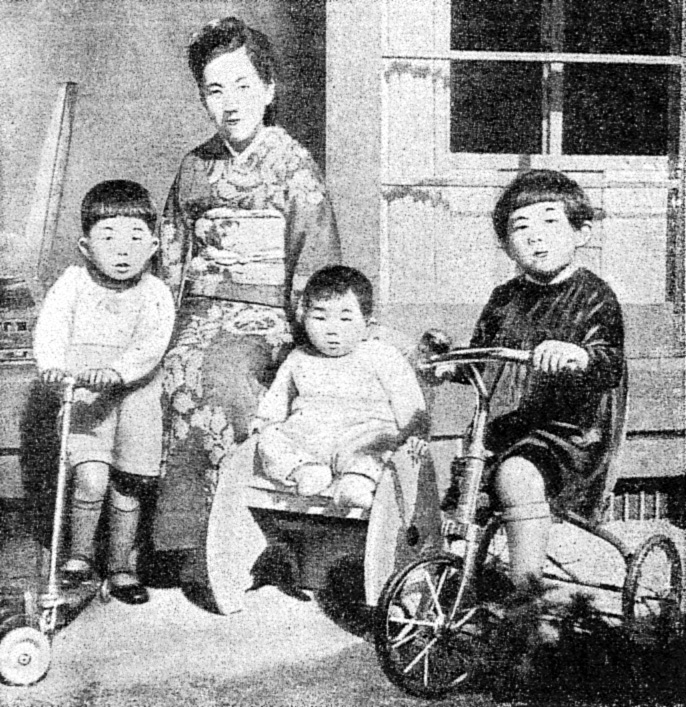
1950年左右，百合子妃與甯子内親王、寬仁親王、宜仁親王

- 長女-甯子内親王（やすこ-）（1944年 - ） - 近衛忠煇夫人
- 長子-寬仁親王（ともひと-）（1946年 - 2012年）
- 次子[8]-宜仁親王（よしひと-）（1948年 - 2014年） - 桂宮
- 次女[9]-容子内親王（まさこ-）（1951年 -） - 裏千家家元・千宗室（16代）夫人
- 三子[10]-憲仁親王（のりひと-）（1954年 - 2002年） - 高圓宮

## 外部連結
- 三笠宮家 - 宮内庁 （页面存档备份，存于）